# إمي نكرن (آيت أوزين آيت ولال)
إمي نكرن هو دُوَّار يقع بجماعة آيت ولال، إقليم زاكورة، جهة درعة تافيلالت في المملكة المغربية. ينتمي الدوّار لمشيخة آيت أوزين آيت ولال التي تضم 15 دوار. يقدر عدد سكانه بـ 384 نسمة حسب الإحصاء الرسمي للسكان والسكنى لسنة 2004.

## روابط خارجية
- البوابة الوطنية للجماعات الترابية
- المندوبية السامية للتخطيط